# Poronaj
Poronaj (rusky Поронай) je řeka na ostrově Sachalin v Sachalinské oblasti v Rusku. Je 350 km dlouhá. Povodí má rozlohu 7 990 km².
V ainštině znamená její jméno velká řeka. V ruském Státním vodním registru má kód 20050000212118300003594.

## Průběh toku
Pramení na západních svazích pohoří Něvelského pohoří ve Východosachalinských horách. Protéká v široké bažinaté dolině přes Tymsko-poronajskou nížinu mezi Východo- a Západosachalinskými horami. Ústí do zálivu Trpělivosti Ochotského moře.

## Vodní stav
Zdrojem vody jsou sněhové a dešťové srážky. Průměrný průtok vody činí 120 m³/s. Zamrzá v listopadu a rozmrzá v dubnu. Na jaře od dubna do června dosahuje nejvyšších vodních stavů, v létě a na podzim dochází k povodním a v zimě je vody v řece nejméně.

## Využití
Řeka slouží k tření lososovitých ryb. V ústí se nachází město Poronajsk.

## Zajímavosti
Přes řeku vedou pouze dva mosty, jeden silniční a druhý železniční; jsou postaveny vedle sebe na středním toku řeky.

## Incidenty
V květnu 2022 se řeka Poronaj vylila ze svých břehů a zaplavila silnici spojující Pobědino a Pervomajsk. Místní obyvatelé tak zůstali bez silničního spojení.